# 鴨脷洲

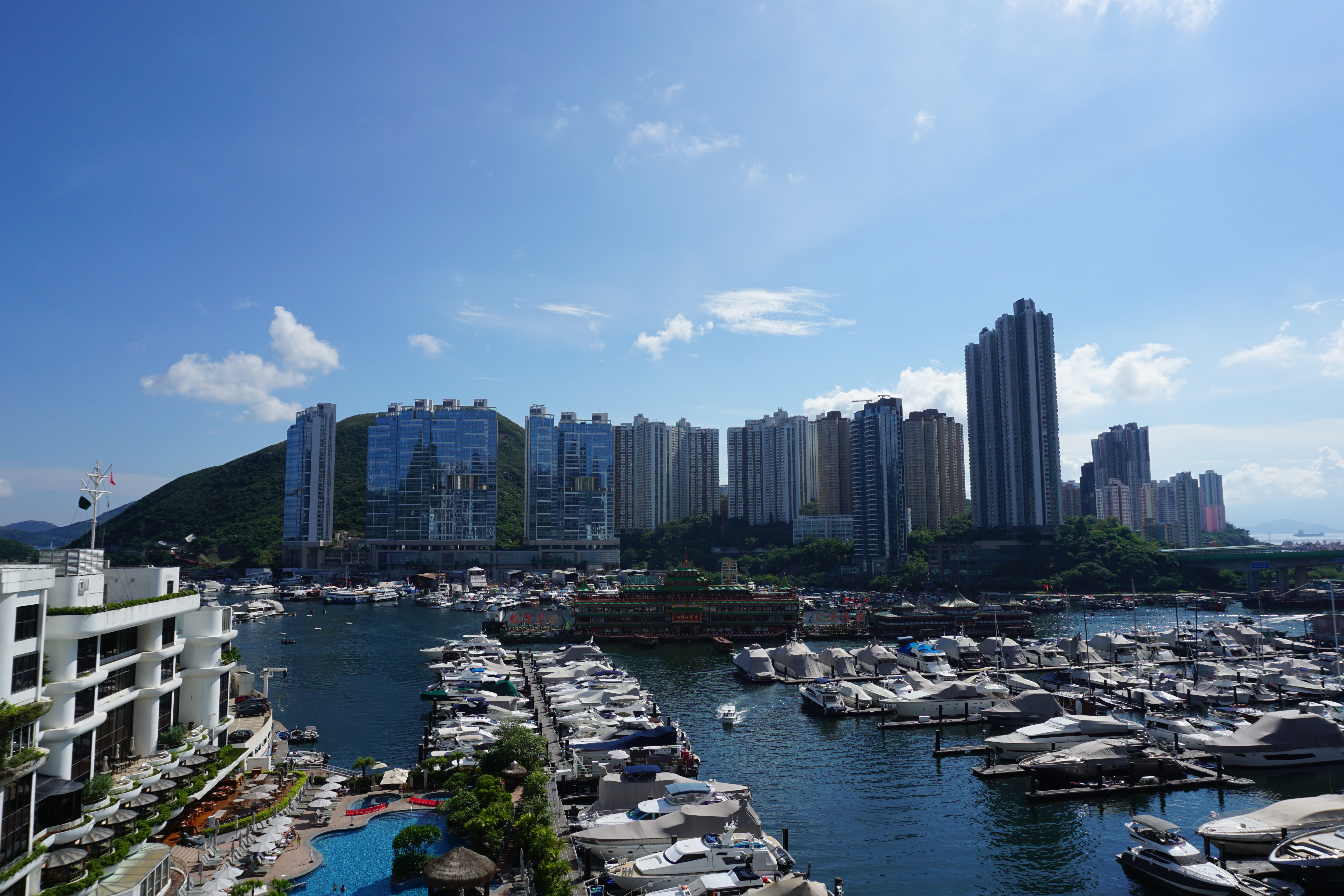
鴨脷洲東岸

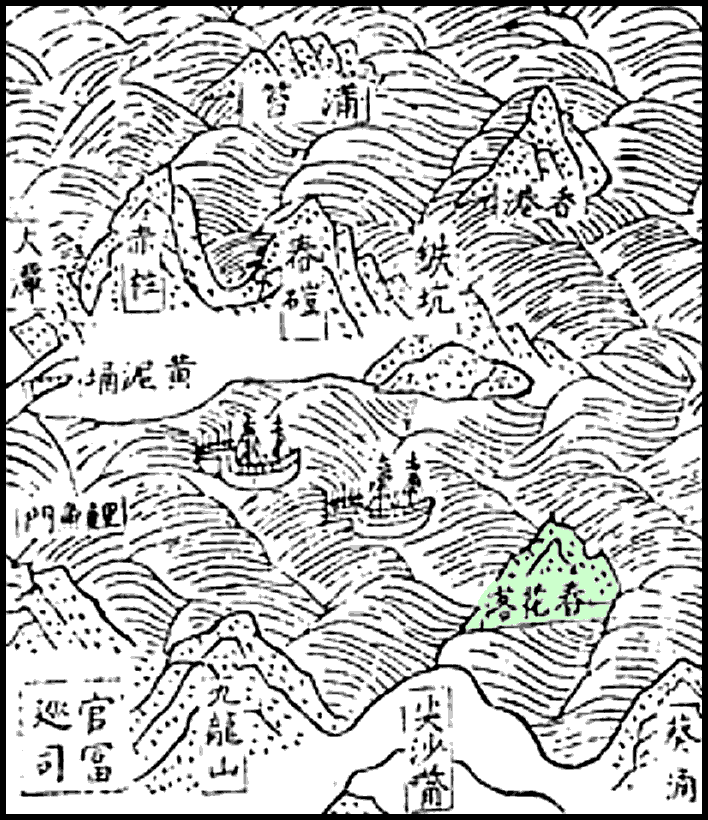
《粵大記》中鴨脷洲標示為「香港」

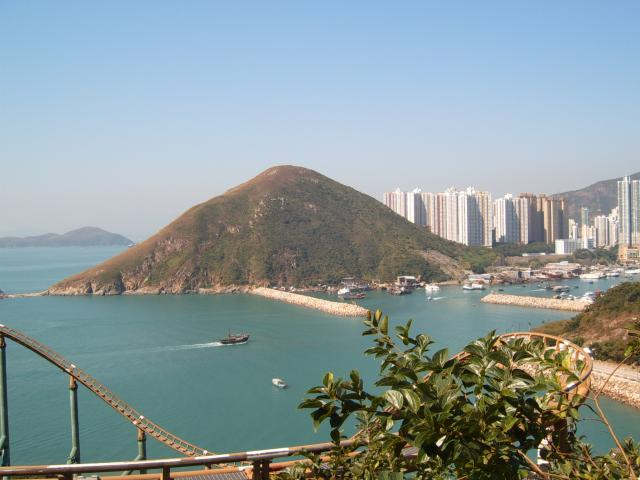
位於鴨脷洲東部的玉桂山

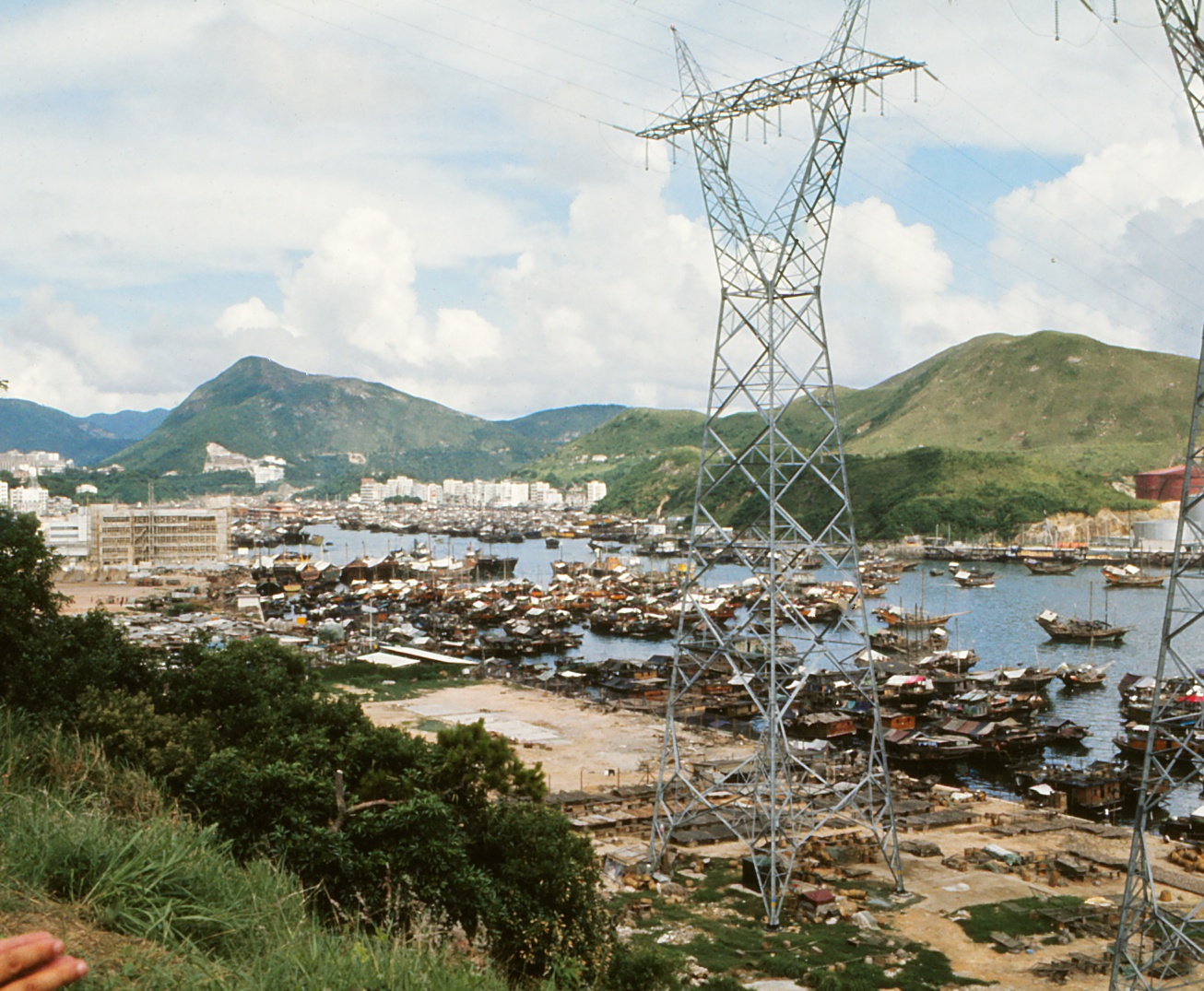
1971年鴨脷洲

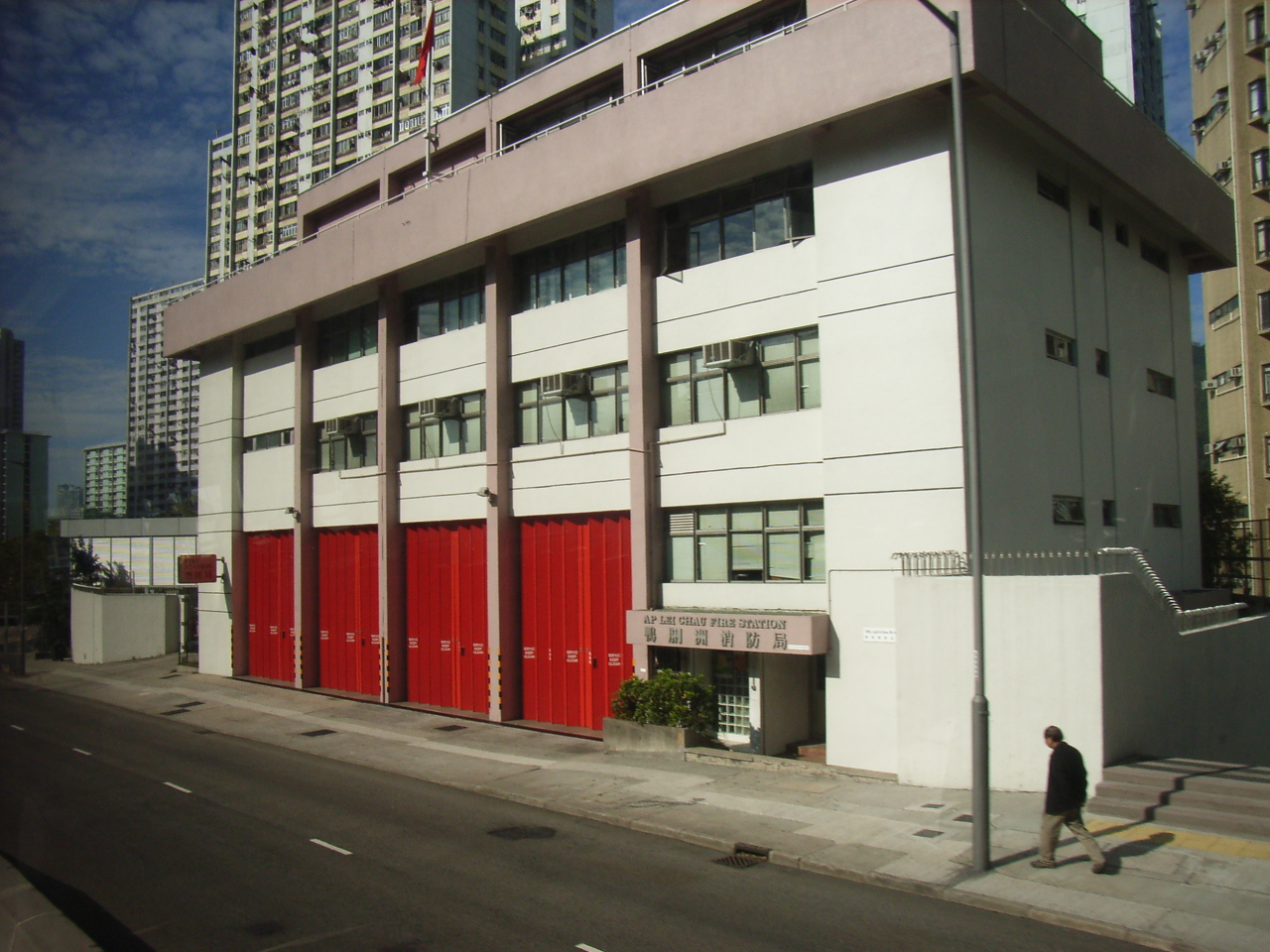
鴨脷洲消防局

鴨脷洲（英語：Ap Lei Chau）是位於香港港島南區香港仔對開的島嶼，與香港仔之間的海面是香港仔避風塘。面積僅1.3平方公里，但是前二十大的香港岛屿，2011年時住有約86,355人，人口密度每平方公里達66,426人。現時鴨脷洲是世界上人口密度第二高的島嶼。

## 名稱起源
鴨脷洲的「脷」字，在粵語中是「舌頭」的意思，鴨脷洲因其形狀狹長像鴨的脷而得名。在粵語中，不少器官都從月（肉）字部，脷字也不例外，其他例子如肝、脾、肺等，舌的讀音近似蝕，有「蝕本」的意味，故採用「一本萬利」的「利」音，而利加月字部就是粤语「脷」字。

## 地理
鴨脷洲與香港仔及黃竹坑僅一橋之隔，甚至步行可達。鴨脷洲的形狀也有點像縮小了的香港島：南部及中部是山丘，稱為玉桂山。整個島嶼主要是以住宅為主，集中在島嶼西部、北部，東部主要是豪宅發展；西南面則有一個規模很小的利南道工業區，近年以時裝、家俱名牌折扣商場及名車銷售為主，亦設有數據中心等高科技產業設於鴨脷洲工業區。

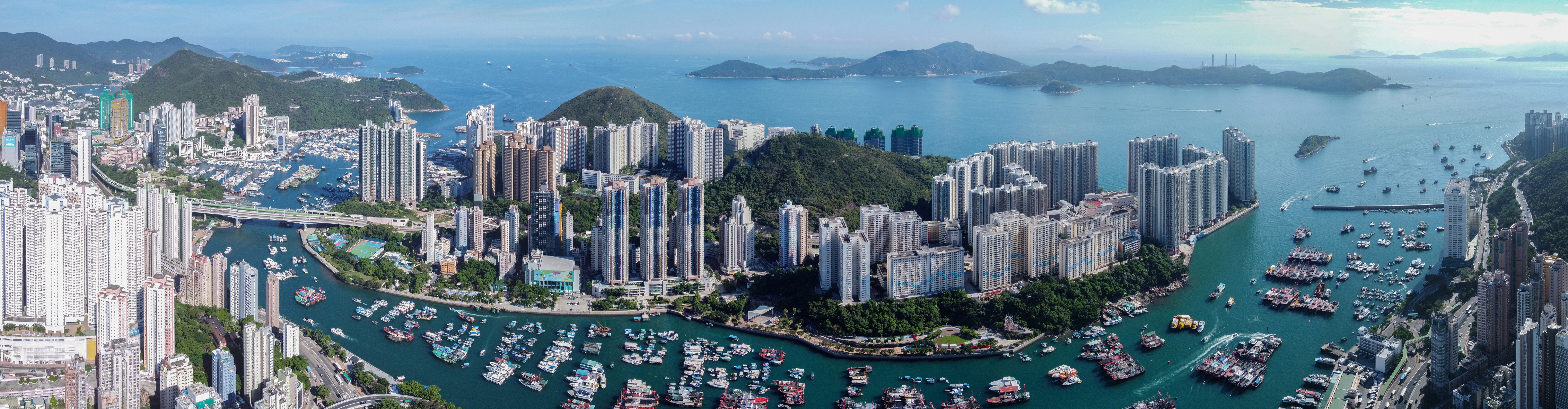
航拍鴨脷洲西部及北岸（2021年）

## 歷史

### 早期
鴨脷洲大街為島上最早的道路，亦為島上最早有人定居的地方。鴨脷洲洪聖廟在1773年建成，廟宇先後有多次重修。
第一次鴉片戰爭，满清戰敗給英國。兩國簽署南京條約後，於1841年把香港島連同鴨脷洲一同割讓給英國。開闢商埠後，華人开始移居到這裡一带，而鴨脷洲水月宮在1866年建成。根據1911年的人口普查，鴨脷洲有華人居民1,437人，是南區村落中最多的。
第二次世界大战期间，英軍在鴨脷洲玉桂山上修建鴨巴甸炮台（Aberdeen Battery），用作鎮守香港南面海岸及南丫島一帶。及後為防止落入日軍手上，炮台在香港保衛戰期間由守軍自行破壞。

### 戰後
1960年代鴨脷洲島上已有不少茶居及酒家，漁船商人都會到此飲茶談生意；漁船老闆又會在島上購買食糧、日用品及藥物。島上盛行手工作業，直至1990年代才式微。
1970年香港電燈公司於鴨脷洲西北部建立鴨脷洲發電廠。1971年鴨脷洲發電廠發生五級大火，損失約千萬港元。
1980年3月28日，第一條鴨脷洲大橋通車，通車前鴨脷洲居民只靠街渡往返香港仔；同年鴨脷洲邨落成入伙。1987年位於鴨脷洲東部、依玉桂山而建的公屋利東邨及居屋漁安苑落成。
1989年鴨脷洲發電廠拆卸，遷往南丫島。原址發展為私人屋苑海怡半島，在1992年至1995年間落成，共9,812伙，是香港十大藍籌屋苑之一。除康體大樓、會所、3個游泳池、多項室外球場外，另有兩所商場，分別是海怡廣場西翼及東翼。
1994年7月，第二條鴨脷洲大橋落成（實際上是在原來的鴨脷洲大橋旁邊並排建橋，然後調整兩組橋的行車方向），使進出鴨脷洲的交通，從雙線雙程行車變為四線雙程行車。1994年8月16日，一場暴雨使鴨脷洲橋道旁的山坡發生塌坡，導致鴨脷洲邨和海怡半島對外交通中斷。當天油麻地小輪開辦一條臨時航線，接載乘客往返海怡半島與香港仔魚市場，而中巴則臨時開設95X線往返香港仔中心及香港仔魚市場。
1998年位於大街的夾屋悅海華庭落成，三座大廈並排而立，是當時大街最具規模的屋苑。1999年位處於鴨脷洲洪聖街8號的鴨脷洲市政大廈啟用，是前市政局和總署的全港第一座設有空氣調節設備的市政大廈，設有如街市、運動場、圖書館、餐廳等。

### 2000年代
2003年海怡工貿中心獲城市規劃委員會批准，改作商業用途，於2009年改稱新海怡廣場，設有逾150間店鋪，以名牌折扣商場及傢具設計公司為主。現於海怡半島有接駁小巴前往，有不少遊客特意前往。2004年位於鴨脷洲徑臨海而建的私人住宅深灣軒落成，共有過千伙單位，在同區私人住宅，規模僅次於海怡半島。2007年香港駕駛學院由海洋公園入口處附近遷往鴨脷洲工業區近海旁位置。同年落實興建南港島綫東段，由海怡半島、利東、黃竹坑、海洋公園至金鐘，全程約10分鐘，預計2016年底通車，是特首曾蔭權提出的「十大基建」之一。2009年政府花費億元興建的風之塔公園落成，佔地2.62公頃，位於大街。

### 2010年代
2010年港島區首個快速充電站於鴨脷洲怡雅路二號（近海怡半島一期）啟用，只需30分鐘就能為電動車充至八成滿。

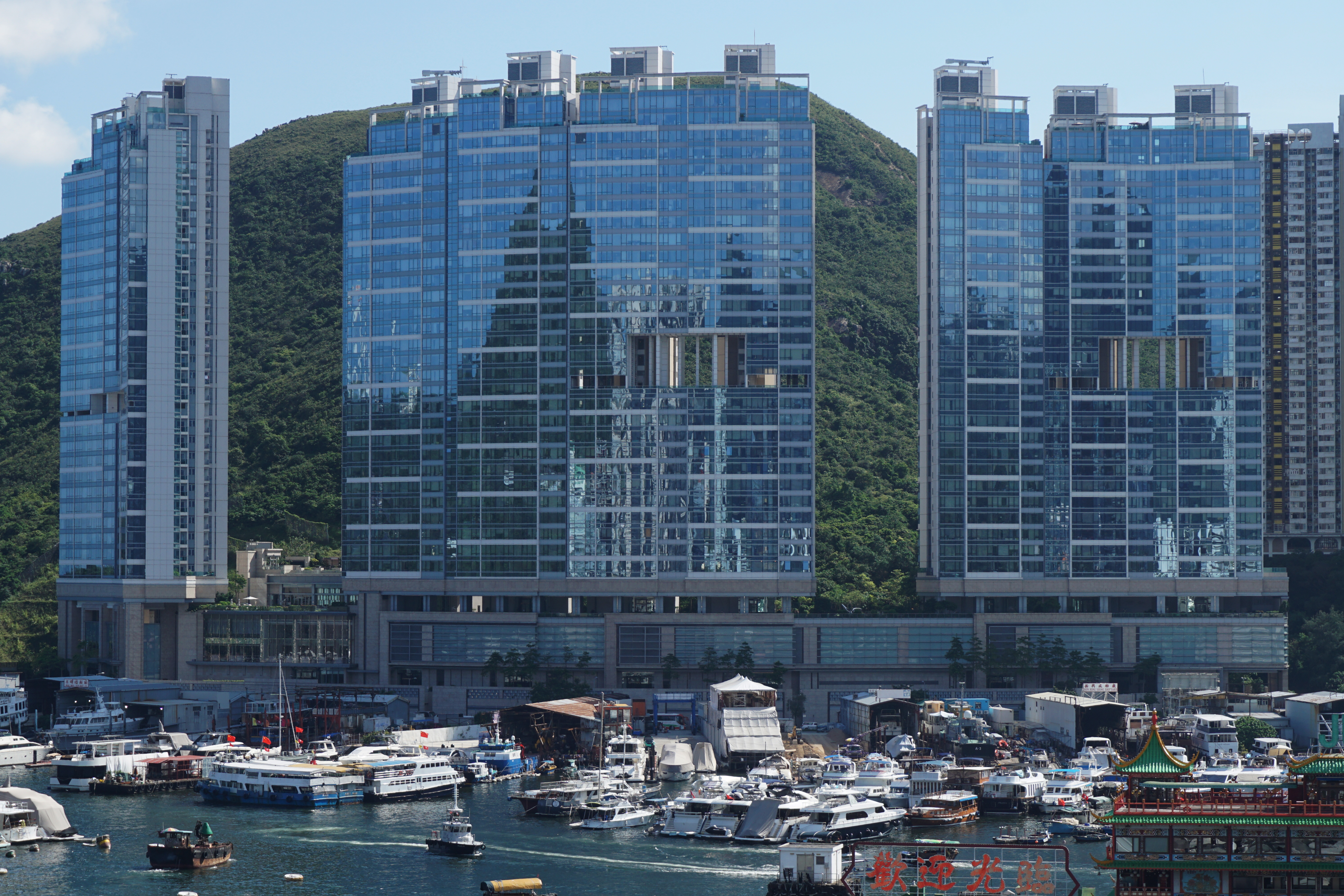
南灣Larvotto

2011年新鴻基地產牽頭發展的豪宅南灣（Larvotto）落成，位於鴨脷洲海旁道，深灣對岸。南灣依山臨海而建，設有花費5億興建的會所，單位平均呎價高於另一著名豪宅貝沙灣，部分分層單位的售價及租金甚至超越其他豪宅獨立屋。
2012年鴨脷洲海旁道介乎南灣與深灣軒一幅住宅土地（即南區‧左岸（Marina South）），政府主動招標，反應熱烈，最終由中國海外以25.38億中標，每平方呎樓面地價高達$11,044，被譽為「天價」成交。單是樓面地價已超越同區深灣軒及海怡半島的優質海景單位的呎價，若計及發展成本及利潤，落成呎價將超越更具規模的豪宅南灣及對岸的深灣9號。
2013年鴨脷洲大街中段的紅茶館酒店重建完成，另一幢達27層高的酒店及恆基的舊樓重建項目（即倚南（H．Bonaire））亦正式相繼動工。2014年鴨脷洲大街一帶進行多項改善工程，促進旅遊業發展，改善社區環境。約三億元美化鴨脷洲大街的工程，包括於現有的海濱觀景台加設多幅富地標性及透視效果的風帆，又會重鋪鴨脷洲大街一帶的行人路，堆砌成龍舟及帆船特色圖案，設置特色欄杆、特色街燈、銅像等一系列的美化。在鴨脷洲海濱長廊興建旅客資訊中心，加裝燈籠擺設和燈塔雕塑等。同年5月，古物古蹟辦事處將位於鴨脷洲的洪聖古廟，建議列作法定古蹟。10月，政府宣布，古物事務監督根據《古物及古蹟條例》，將鴨脷洲洪聖古廟正式列為法定古蹟。
2014年10月，南灣的一個車位以300萬售出，創南區屋苑及香港仔區車位新高，較2011年買入價150萬上升一倍。南灣這個300萬的車位，與當時鴨脷洲，香港仔、黃竹坑的樓齡較大的小型單位價格相約。南灣是全香港繼禮頓山，寶翠園後，第三個屋苑有超過300萬一個車位的二手成交。
2016年12月，隨著南港島綫通車，鴨脷洲增建了1條供港鐵使用的香港仔海峽大橋，使進出鴨脷洲的交通選擇增多。2017年2月24日，中資財團龍光地產聯同內房合景泰富以168.5578億元投得利南道原香港駕駛學院的臨海地皮，每方呎樓面地價22,118元，成為香港史上地價最貴的官地。

## 主要住宅區

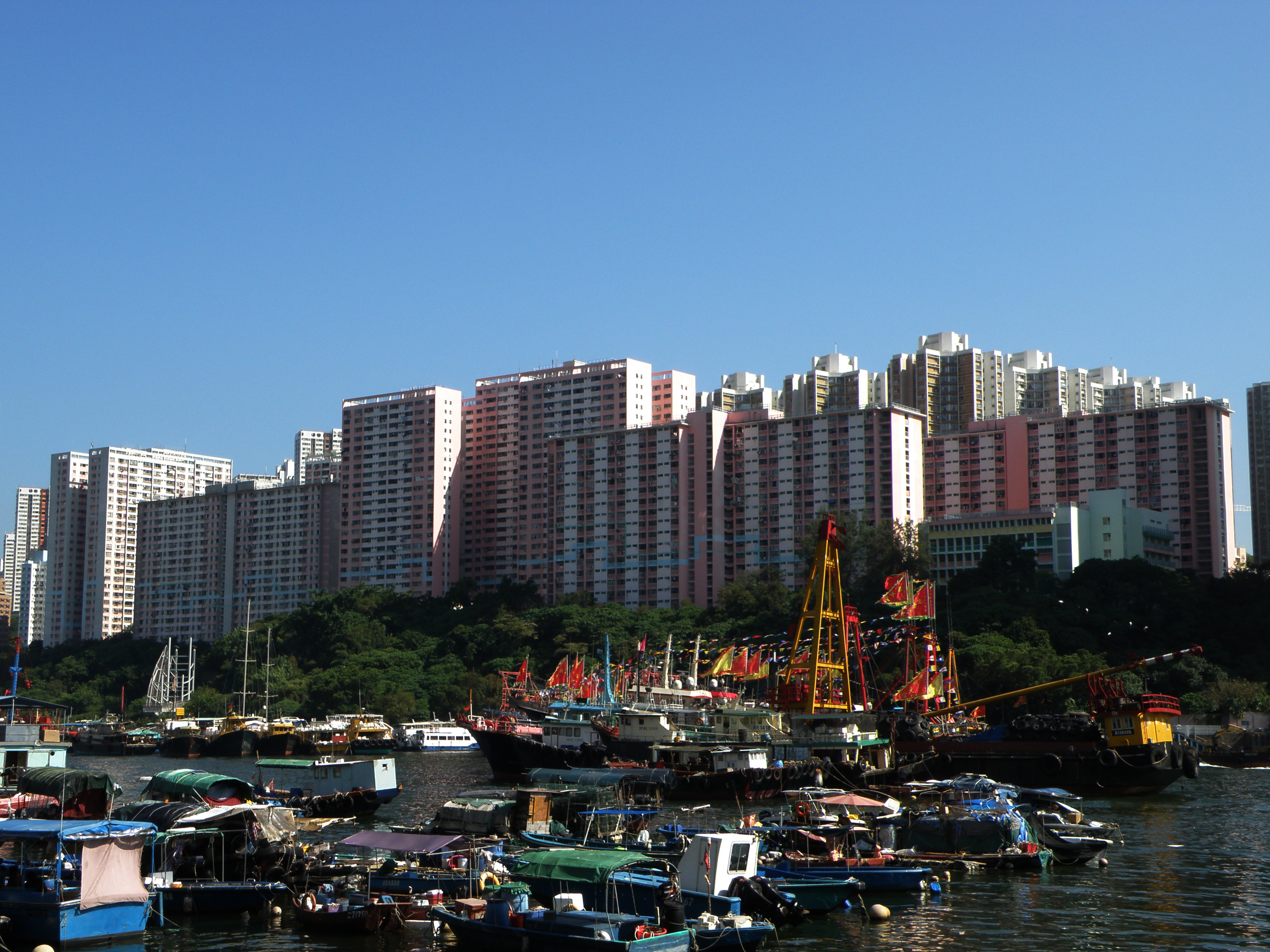
鴨脷洲邨

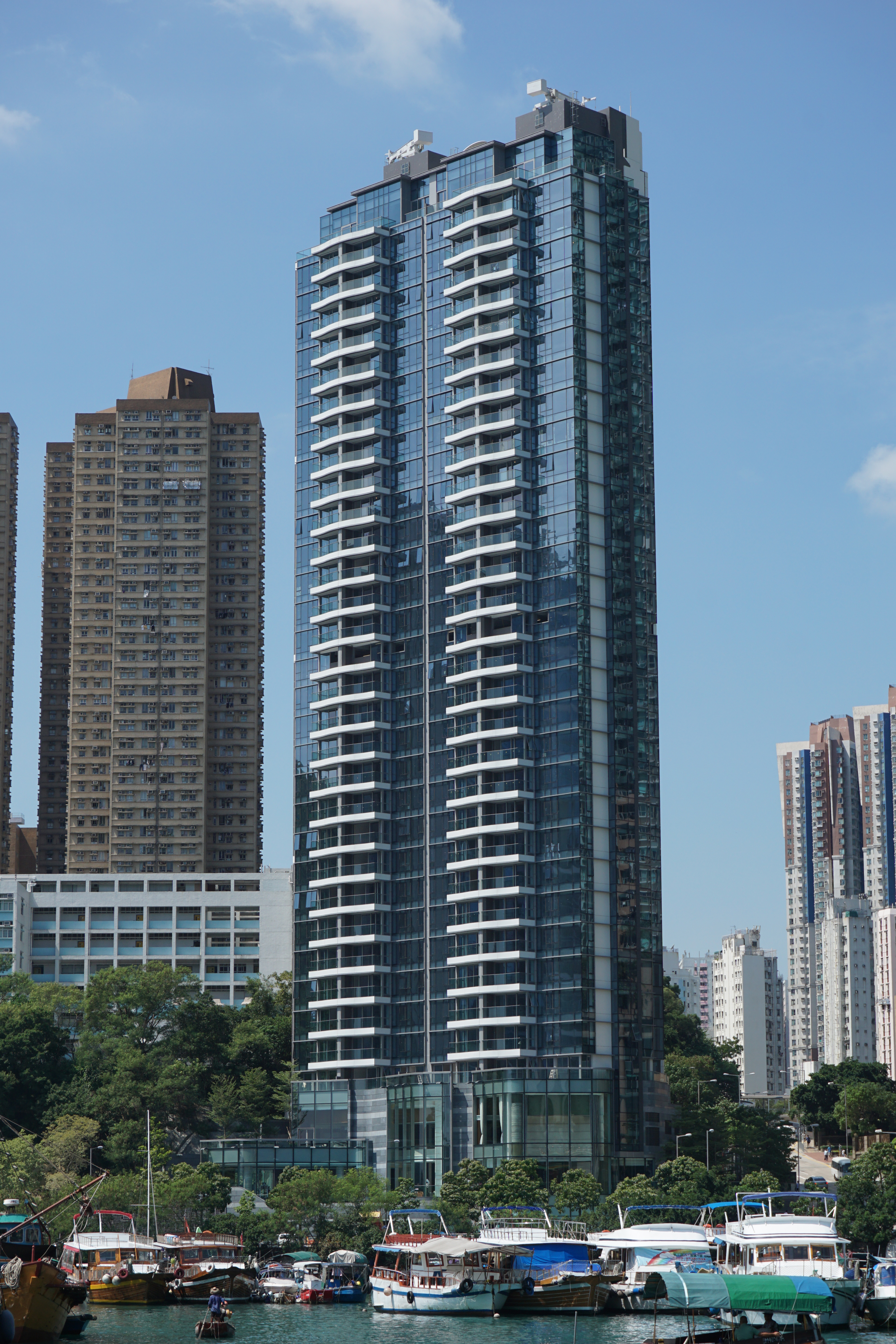
南區‧左岸

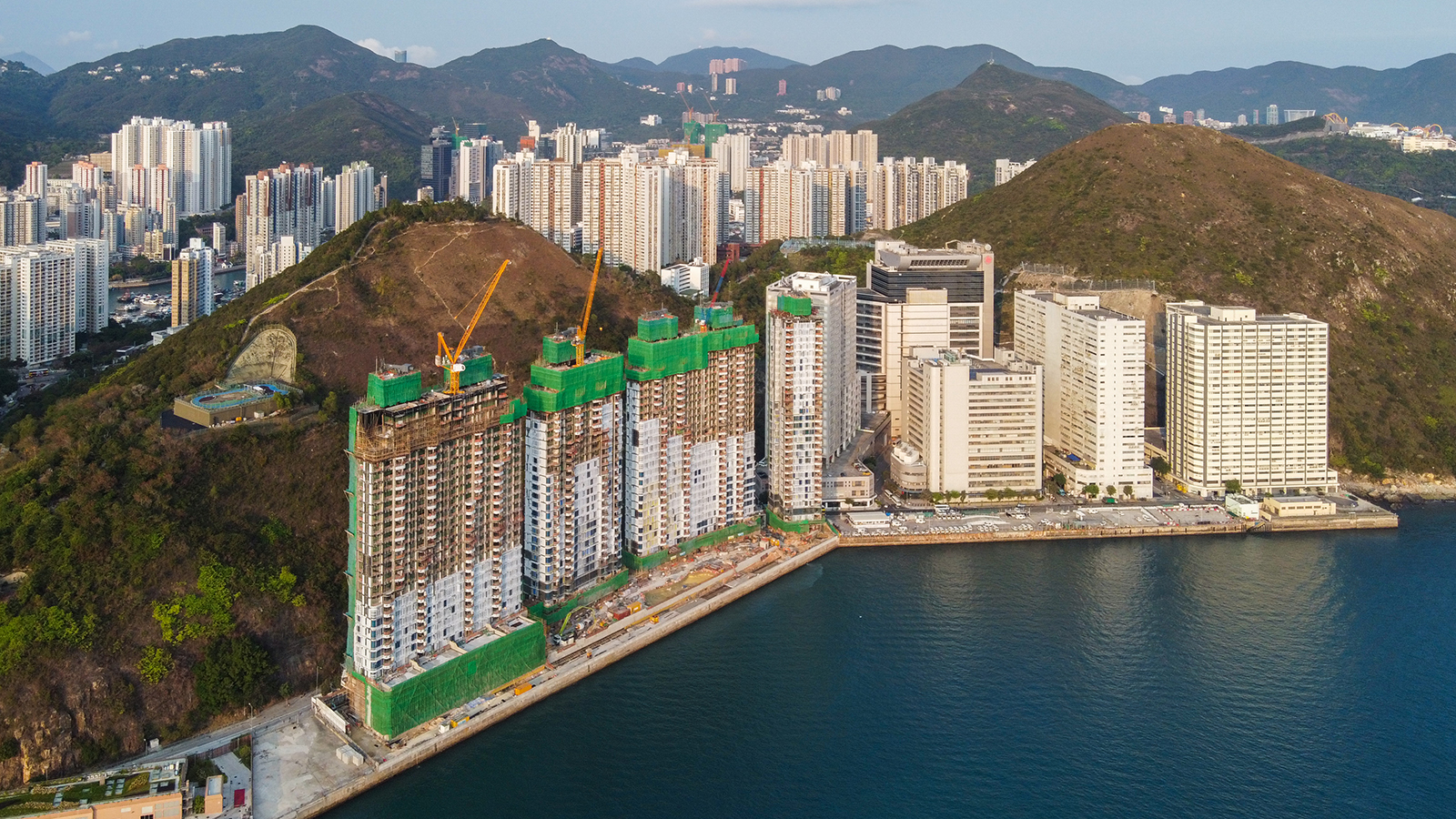
2017年2月，中資財團龍光地產聯同內房合景泰富以168.5578億元，投得利南道原香港駕駛學院的臨海地皮，目前正興建高層住宅。

鴨脷洲邨在落成時曾被中華巴士公司稱為「鴨脷洲新邨」。另外，自利東邨落成後，部分鴨脷洲居民習慣稱呼鴨脷洲邨為「西邨」或「鴨脷洲西邨」，以相對於利東邨的東邨。鴨脷洲大街則被稱為「大街」。
- 鴨脷洲邨（公屋）
- 利東邨（租置出售公屋）
- 漁安苑（居屋）
- 悅海華庭（夾屋）
- 鴨脷洲大街兩旁（單幢私人洋樓，普遍面積約400-600呎）
- 海怡半島（South Horizons，香港十大藍籌屋苑之一，標準單位達1121呎）
- 倚南（H．Bonaire，精品豪宅，標準單位實用面積由320呎-675呎不等）
- 深灣軒（精品豪宅，標準單位達957呎）
- 南灣（Larvotto，豪宅，標準單位達2567呎）
- 南區‧左岸（Marina South，豪宅，全部單位均為四房二千餘呎大宅）
- 凱玥（The Corniche，豪宅）

## 交通

### 橋樑
- 鴨脷洲大橋
- 香港仔海峽大橋

### 所有道路
| - 鴨脷洲橋道 - 鴨脷洲大街 - 利南道 - 利東邨道 - 利枝道 - 利樂街 - 利興街 - 利景街 - 利榮街 - 鴨脷洲徑 | - 鴨脷洲海旁道 - 利民道 - 悅海街 - 華庭街 - 洪聖街 - 惠風街 - 平瀾街 - 新市街 - 山明街 - 漁安苑道 |

### 公共交通
鴨脷洲除了有巴士服務來往港島、九龍其他地區外，亦有專線小巴，另外鴨脷洲大街亦有街渡來往鴨脷洲及香港仔。部分機構及屋苑亦設有穿梭巴士供住戶、客戶使用，如南灣便設有來往中環、香港仔的居民穿梭巴士。而隨著港鐵南港島綫於2016年12月28日通車，鴨脷洲便有鐵路直達，分別在島的西及東面設有海怡半島及利東兩站，由總站海怡半島來往南港島綫總站金鐘只需約11分鐘。

## 社區問題

### 公共空間不足
現時鴨脷洲是世界上人口密度第二高的島嶼，但休憩用地不足，根據《香港規劃標準與準則》，現時鴨脷洲欠缺4.15公頃「地區休憩用地」。2016年政府改劃利南道原香港駕駛學院的「政府、機構或社區設施」（GIC）海濱土地，用作興建超過1,400伙豪宅，被地區人士指盲搶地及私有化公共資源。城規會收集的607份意見書，只有6份贊成及1份不反對。不過政府無視居民意見，如期發展地皮。2017年2月，中資財團以168.5578億元投得利南道臨海地皮，成為香港史上地價最貴的官地。

### 交通
現時鴨脷洲八成居民要跨區就業，同時過半學生要跨區上學。在交通正常的情況下，如乘坐港鐵前往銅鑼灣普遍需15至20分鐘，中環只需10分鐘。若駕車來往商業集中的數碼港，只需約6分鐘，赤柱半島約25分鐘，往新界東則普遍使用兩條海底隧道途經九龍東西各區。
不過由於鴨脷洲人口高，但南區通往港島其他地區主要依靠香港仔隧道和薄扶林道，居民早於1994年已要求政府興建南港島綫並途經鴨脷洲。在這條鐵路綫通車前，大部份居民到市區上班都要經過香港仔隧道及薄扶林道，一旦遇上路面事故即令香港仔隧道非常擠塞，隨著南港島綫已在2016年12月通車，居民便有除路面交通外多一個出行方式選擇。

## 區議會議席分佈
為方便比較，以下列表以屋苑/屋邨為分類範圍。
| 年度/範圍              | 2000-2003              | 2004-2007              | 2008-2011              | 2012-2015              | 2016-2019              | 2020-2023              | 2024-2027    |
| ---------------------- | ---------------------- | ---------------------- | ---------------------- | ---------------------- | ---------------------- | ---------------------- | ------------ |
| 海怡半島及利南道工業區 | 海怡東選區及海怡西選區 | 海怡東選區及海怡西選區 | 海怡東選區及海怡西選區 | 海怡東選區及海怡西選區 | 海怡東選區及海怡西選區 | 海怡東選區及海怡西選區 | 南區東南選區 |
| 鴨脷洲邨               | 鴨脷洲邨選區           | 鴨脷洲邨選區           | 鴨脷洲邨選區           | 鴨脷洲邨選區           | 鴨脷洲邨選區           | 鴨脷洲邨選區           | 南區東南選區 |
| 鴨脷洲大街一帶         | 鴨脷洲北選區           | 鴨脷洲北選區           | 鴨脷洲北選區           | 鴨脷洲北選區           | 鴨脷洲北選區           | 鴨脷洲北選區           | 南區東南選區 |
| 利東邨及玉桂山         | 利東一選區及利東二選區 | 利東一選區及利東二選區 | 利東一選區及利東二選區 | 利東一選區及利東二選區 | 利東一選區及利東二選區 | 利東一選區及利東二選區 | 南區東南選區 |

註：以上主要範圍尚有其他細微調整（包括編號），請參閱有關區議會選舉選區分界地圖及條目。

## 外部連結
- 香港南區遊－香港仔及鴨脷洲
- 在鴨脷洲長大的日子－鴨脷洲
- 中海外「天價」奪鴨脷洲地 媲美豪宅區 （页面存档备份，存于）